# كنيسة إنجلترا
كنيسة إنجلترا (بالإنجليزية: The Church of England)‏ هي الكنيسة المسيحية الرسمية في إنجلترا وفي المناطق الملحقة بالتاج البريطاني. وهي أصل التقليد الأنغليكاني الذي يجمع بين سمات الممارسات المسيحية الإصلاحية والكاثوليكية. ويُطلق على أتباعها اسم الأنغليكانيين.
تتبع الكنيسة الإنجليزية في تاريخها إلى الكنيسة المسيحية الموجودة في مقاطعة بريطانيا الرومانية مع حلول القرن الثالث، وإلى بعثة القرن السادس الغريغورية في كِنت بقيادة أوغسطين، أسقف كانتربيري. تخلّت الكنيسة عن السلطة البابوية الكاثوليكية في عام 1534، عندما فشل الملك هنري الثامن في الحصول على إلغاء بابوي لزواجه من كاثرين أراغون. تسارع الإصلاح الإنجليزي في عهد خليفته الملك إدوارد السادس، وذلك قبل استعادة قصيرة للسلطة البابوية في عهد الملكة ماري الأولى والملك فيليب. جدد قانون السيادة لعام 1558 هذا الخرق، ورسمت تسوية إليزابيث الدينية مسارًا مكّن الكنيسة الإنجليزية من وصف نفسها بأنها كنيسة إصلاحية وكاثوليكية في آنٍ معًا. كان ثمة شهداء من الروم الكاثوليك والبروتستانت في المرحلة المبكرة من الإصلاح الإنجليزي. وشهدت المراحل اللاحقة منع قوانين العقوبات للروم الكاثوليك والبروتستانت غير الملتزمين. واصلت الفصائل البروتستانتية والمشيخية في القرن السابع عشر، تحدي قيادة الكنيسة التي انحرفت في عهد آل ستيوارت، واتجهت نحو تفسيرٍ أكثر كاثوليكية لتسوية إليزابيث الدينية، خاصة في عهد رئيس الأساقفة لاود وصعود مفهوم الأنغليكانية كحل وسط بين الكاثوليكية الرومانية والبروتستانتية المتطرفة. أُلغي كتاب الصلوات وسيطرت الفصائل المشيخية والمستقلة بعد انتصار البرلمانيين. وأُلغيت الأسقفية في عام 1646، لكن عصر استرداد الملكية الإنجليزية أعاد كنيسة إنجلترا والأسقفية وكتاب الصلوات. وأدى الاعتراف البابوي بجورج الثالث، ملك المملكة المتحدة في عام 1766 إلى قدر أكبر من التسامح الديني.
استخدمت كنيسة إنجلترا اللغة الإنجليزية في الشعائر الدينية منذ الإصلاح الإنجليزي. وتحتوي بوصفها كنيسة متحررة على عدة فروع عقائدية. تُعرف التقاليد الرئيسة باسم الكنيسة الأنغلو-كاثوليكية، والكنيسة العليا، والكنيسة المركزية، والكنيسة الدنيا التي ينتج عنها جناحًا إنجيليًا متناميًا. وتبرز التوترات بين المسيحيين المحافظين اللاهوتيين والليبراليين في المناقشات حول رِسَامَة النساء والمثلية الجنسية. إن النظام الملكي في المملكة المتحدة (الملك تشارلز الثالث حاليًا) هو السلطة الأعلى في كنيسة إنجلترا، أما رئيس أساقفة كانتربيري (جاستن ويلبي حاليًا) هو رجل الدين الأقدم. تعتمد الهيكلية الحاكمة للكنيسة على الأبرشيات التي يرأس كل منها أسقف ويوجد داخلها رعايا محليون. إن المجمع العام لكنيسة إنجلترا هو الهيئة التشريعية للكنيسة ويتألف من أساقفة ورجال دين آخرين وعلمانيين. ويجب أن يوافق برلمان المملكة المتحدة على تدابيره.

## تاريخ المسيحية في جزر البريطانية
وصلت المسيحية جنوب الجزيرة البريطانية حيث بدأت بالانتشار هناك وتم ضم جنوب الجزيرة إلى الأمبراطورية الرومانية المقدسة وانتشرت المسيحية بين الشعب الأبيض البريطاني بشكل سريع وتحولت بريطانيا من الوثنية إلى الكاثوليكية ولعبت الكنيسة دوراً ثقافياً وحضارياً حيث دخلت في فن العمارة والطعام، وحاول هنري الثامن ملك إنجلترا إصلاح العلاقة بين الكنيسة الكاثوليكية لكن لم يتم الأمر الذي أدى إلى انفصال إنجلترا من الكنيسة الكاثوليكية وإنشاء المذهب الانجليكانية مع مرور الزمن لم تبق الكنائس متفقة حيث هناك العديد من الكنائس الانجليكانية تختلف في امورها التشريعية.

### ايمان الكنيسة
تعتبر الكتب المسيحية مصدر التشريعي لكنيسة وأيضا تعاليم القديسين ورجال الدين السابقين، وتُعد كاتدرائية كانتربري أول كنيسة تابعة لمذهب الانجليكاني رغم هاذ ما تزال كنيسة إنجلترا تحتفظ بعض التقايد من الكاثوليكية مثل التعاليم القديمة من آباء الكنيسة تعتبر بعضها مخالفة للكتاب المقدس وتشاريع المسيحية الذي سبب ظهور مذهبين الأنجلو الكاثوليكية والإنجيلية وكما يؤمن متبعين كنيسة إنجلترا أنّ سيادة الله وانه خلق جميع الأشياء في الكون أنّ غفران ياتي بعمل وصلاة والأيمان بالمسيح.

#### تعداد والأنتشار
تشكل المسيحية ما بين %70 - %62 من سكان المملكة المتحدة ونتيجة حركات الإسعمارية لمملكة المتحدة انتشرت الأنجليكانية بسرعه كبيرة في أستراليا والولايات المتحدة وتشكل الأنجليكانية %53 من سكان إنجلترا وويلز وتشكل %42 من مجموع سكان المملكة المتحدة وفي حين أن مجموع الطوائف مسيحية بروتستانتية الأخرى يصل إلى حوالي %10 والكاثوليكية %.13 وتعتبر كنيسة إنجلترا أكبر كنيسة من حيث عدد الأعضاء ويعتنقها اغلب الشعب الأصلي لجزر البريطانية أي %65 من شعب الأصلي هم مسيحيون أغلبهم تابع لكنيسة إنجلترا إلى جانب الكاثوليك والبروتستانت الأخرون والذين لا يدينون بشيء رغم ذلك كنيسة إنجلترا ما تزال الاغلبية العظمى من مجموع السكان.

#### تقاليد
تعبر كنيسة إنجلترا الكنيسة الوطنية حيث تدخل في حياة سكان وتدخل في الطعام، وحفلات تتويج الملوك ومراسم الزواج وعلم دولة وشعارها، وحتى في الدراسة والتعليم العالي لكن نسبة التدين هناك قليلة جدًا على رغم أنّ إنجلترا ليست علمانية. ومن أهم تقاليد الكنيسة: الثلاثاء البدين وعيد الميلاد والجمعة العظيمة.

## روابط خارجية
- كنيسة إنجلترا على موقع الموسوعة البريطانية (الإنجليزية)
- ابرشيات كنيسة إنجلترا